# 兰迪·阿伦
詹姆斯·兰德尔·艾伦（英語：James Randall Allen，1965年1月26日—），美国NBA联盟前职业篮球运动员。